# Mysidia henrietta
Mysidia henrietta är en insektsart som beskrevs av Broomfield 1985. Mysidia henrietta ingår i släktet Mysidia och familjen Derbidae. Inga underarter finns listade i Catalogue of Life.